# سیارک ۶۴۳۲
سیارک ۶۴۳۲ (به انگلیسی: 6432 Temirkanov، نامگذاری:1975TR2) شش هزار و چهارصد و سی و دومین سیارک کشف شده‌است که در ۳ اکتبر ۱۹۷۵ کشف شد.
قدر مطلق سیارک برابر ۱۲٫۵۰ است.